# Brains-sur-les-Marches

Brains-sur-les-Marches este o comună în departamentul Mayenne, Franța. În 2009 avea o populație de 229 de locuitori.